# Crocidura grassei
Crocidura grassei — вид ссавців родини Soricidae. Зустрічається в Камеруні, Центральноафриканській Республіці, Республіці Конго, Габоні та Екваторіальній Гвінеї. Його природне середовище існування — субтропічні або тропічні вологі рівнинні ліси.